# Atrybucje obronne
Atrybucje obronne – w psychologii rodzaj atrybucji będących jednocześnie mechanizmami obronnymi, w taki sposób fałszujących odbiór rzeczywistości, aby dana osoba mogła uniknąć emocji takich jak strach i lęk, a szczególnie lęk przed śmiercią.